# Encarna Granados
Encarna Granados, född den 30 januari 1972 i Girona, är en spansk friidrottare som tävlade i gång.
Granados främsta merit är att hon blev bronsmedaljör vid VM 1993 i Stuttgart på 10 km gång. Hon deltog vid Olympiska sommarspelen 1992 i Barcelona där hon slutade på fjortonde plats.

## Personliga rekord
- 10 km gång - 43,21